# Endasys rugiceps
Endasys rugiceps är en stekelart som beskrevs av Luhman 1990. Endasys rugiceps ingår i släktet Endasys och familjen brokparasitsteklar. Inga underarter finns listade i Catalogue of Life.